# Éléonore de Bergh
Éléonore Catherine Fébronie de Wassenaer de Bergh, née le 6 mai 1613 à Bruxelles et morte le 14 juillet 1657 à Paris, à 44 ans, est duchesse de Bouillon et la dernière princesse de Sedan. Elle a contribué fortement à la conversion de son époux, Frédéric Maurice de La Tour d'Auvergne, duc de Bouillon, prince de Sedan, à la religion catholique. Elle lui sauva également la vie à la suite de son arrestation pour sa participation à la conspiration de Cinq-Mars, mais elle ne put empêcher l’annexion du territoire de Sedan par le roi de France. Elle joua enfin un rôle essentiel dans la Fronde.

## Biographie

### Naissance et union

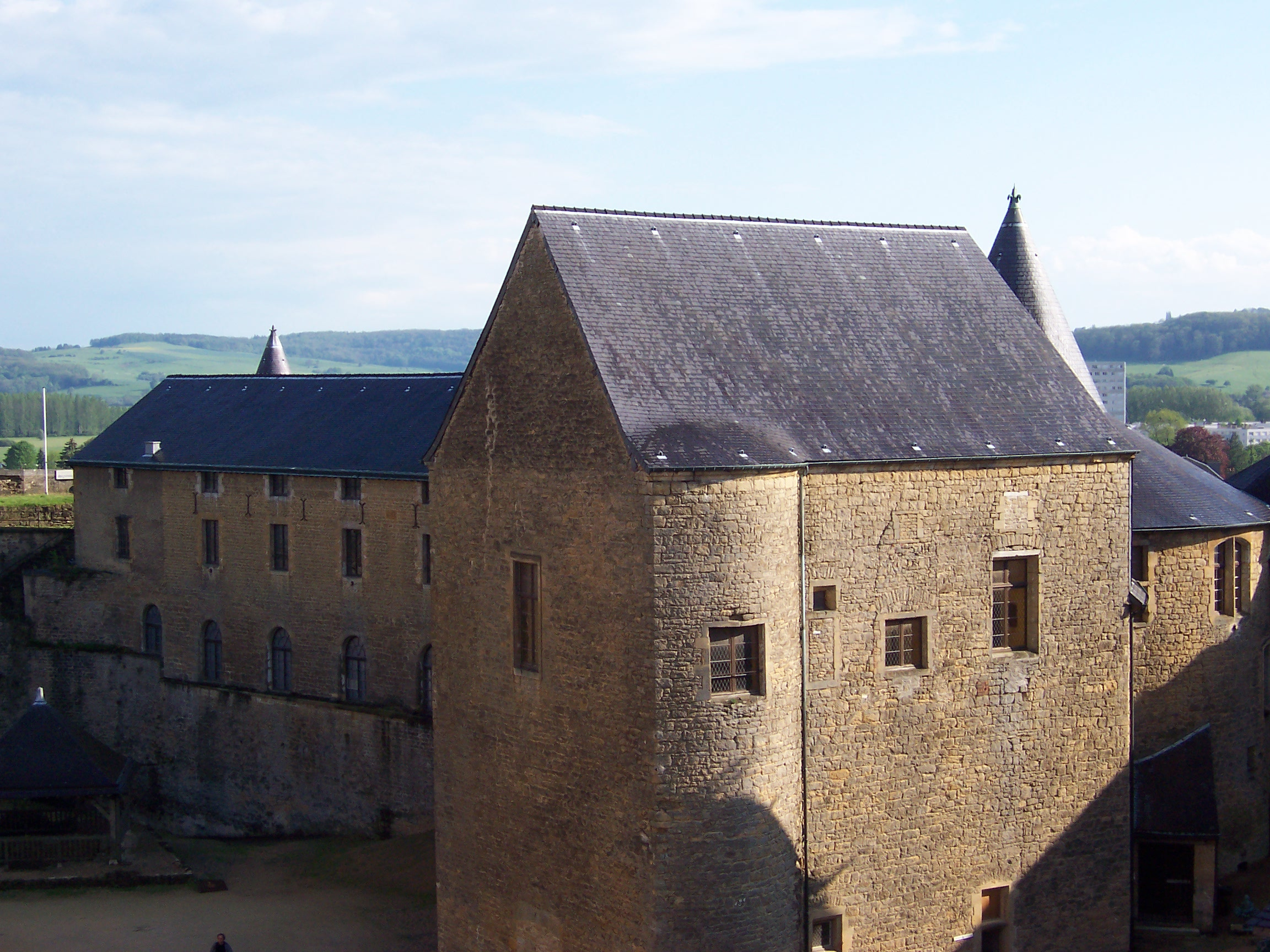
Le château de Sedan

Éléonore de Bergh est née le 6 mai 1613, à Bruxelles, capitale à l’époque des Pays-Bas espagnols. Elle est la fille du comte Frédéric de Bergh (Bergh), seigneur de Dixmude et de Boxmeer, et de Françoise de Ravenel. C’est aussi la petite fille, par son père, de Marie de Nassau, une sœur de Guillaume le Taciturne, stathouder des Provinces-Unies. Malgré cette ascendance, sa famille, catholique, est sans grande fortune. À partir de l’an 1627, elle rejoint sa grand–mère maternelle, au château de Broxmeer. À la mort de cette grand-mère maternelle, en 1632, elle gagne la Cour de Bruxelles et devient une des demoiselles d’honneur de l’infante Isabelle-Claire-Eugénie d'Autriche .
C’est en 1631 qu’elle avait rencontré son cousin Frédéric Maurice de La Tour d'Auvergne, prince de Sedan, duc de Bouillon. Une passion naît entre les deux jeunes gens, qui les pousse à refuser tous deux d’autres projets matrimoniaux conçus par leur famille, et à vaincre les réticences de celles-ci à leur union. Le mariage est célébré le 1er février 1634 à Boxmeer. C’est un mariage catholique, Éléonore de Bergh ayant probablement joué un rôle déterminant dans la conversion de son mari, qui abandonne le calvinisme. Le 20 juin 1634, le couple fait son entrée à Sedan, et la ville, bien que majoritairement de confession protestante, lui fait bon accueil.
Son frère Albert, comte de Berg-s'Heerenberg, (Brügge le 20 octobre 1607 - Boxmeer le 17 juillet 1656) épouse Madeleine de Cusance le 16 décembre 1641, (Belvoir le 25 août 1616 - Boxmeer le 22 septembre 1689) comtesse de Champlitte en 1635, sœur de Béatrice de Cusance.

### Rôle politique

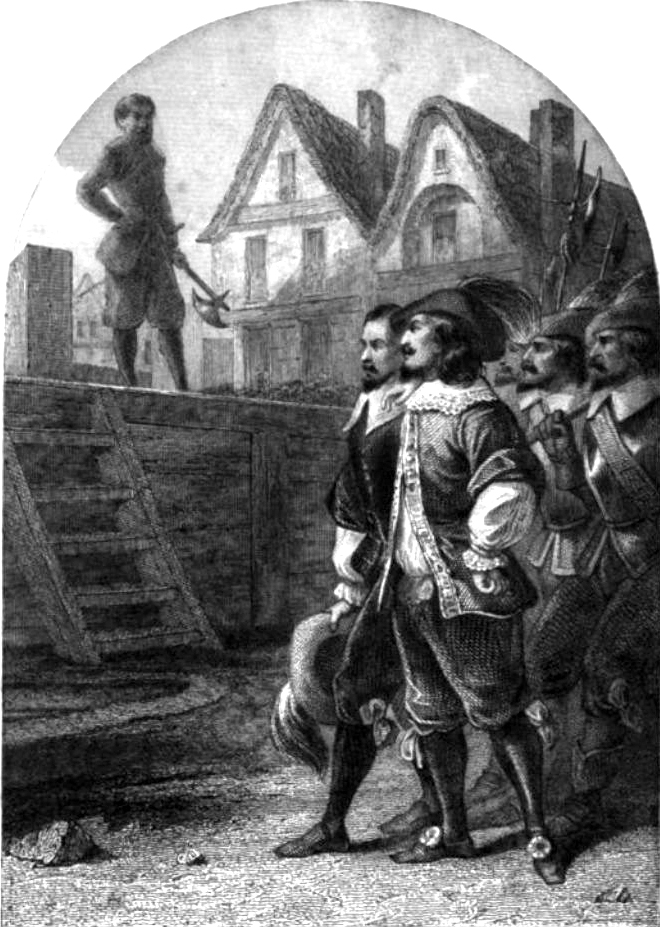
Cinq-Mars et de Thou au pied de l'échafaud, en 1642. Ils avaient été arrêtés en même temps que le duc de Bouillon, pour le même délit, et emprisonnés avec lui.

En juin 1642, son époux, Frédéric Maurice duc de Bouillon, déjà compromis, l’année précédente, dans la rébellion du comte de Soissons, contre le roi Louis XIII, est arrêté à Casal, alors qu'il mène l'armée d'Italie. Puis il est interrogé et emprisonné au château de Pierre Scize pour sa participation à la conspiration de Cinq-Mars : il risque sa tête. Élisabeth de Nassau, la mère du duc de Bouillon, écrit au roi et au cardinal de Richelieu pour tenter de sauver son fils. La réponse de Richelieu est une fin de non-recevoir : « Madame, comme j’ai fait ce que j’ai pu pour servir votre fils quand j’ai cru ses intentions bonnes, vous me mésestimeriez si je ne faisais maintenant ce à quoi m’oblige la nouvelle infidélité qu’il a commise ». Élisabeth de Nassau, malade, décède le 3 septembre 1642. Éléonore de Bergh prend en main le gouvernement de la ville de Sedan et menace de livrer la place aux Espagnols, le faisant savoir au roi de France. Le général espagnol Francisco de Melo s’avance jusque Mariembourg. Louis XIII décide alors de laisser la vie sauve au duc de Bouillon, à condition qu’il se soumette et qu’il abandonne la principauté souveraine de Sedan au royaume de France, ce qu’il accepte. Éléonore de Bergh sauve ainsi la vie de son mari, remis en liberté, mais ils ne sont plus princes de Sedan. Les deux époux se retrouvent en Auvergne, puis, en exil jusqu’en 1647, en Italie, espérant une contrepartie, qui ne vient pas, à la cession de leur territoire,,.
Les deux époux reviennent à Paris en 1648 : Louis XIII et le cardinal de Richelieu sont décédés, Anne d’Autriche assure la régence, et conserve le cardinal Mazarin comme principal ministre. Des troubles éclatent dans Paris pendant la minorité du roi Louis XIV : c’est la Fronde parlementaire. La duchesse de Bouillon et son époux s’engagent dans ce mouvement, aux côtés, notamment, de Jean-François Paul de Gondi, de la duchesse de Longueville et du prince de Conti. Jean-François Paul de Gondi évoque à plusieurs reprises dans ses Mémoires sa beauté, sa douceur, sa vivacité perçante et son influence sur son époux. Elle fait preuve de beaucoup d’audace, n’hésitant pas à se produire à l’Hôtel de ville de Paris en compagnie de madame de Longueville, pour rallier la population à la Fronde : « Imaginez-vous, je vous supplie, ces deux personnes sur le perron de l’Hôtel de ville, plus belles en ce qu’elles paraissaient négligées, quoiqu’elles ne le fussent pas. Elles tenaient chacune un de leurs enfants entre leurs bras, qui étaient beaux comme leurs mères. La Grève était pleine de peuple jusques au-dessus des toits ; tous les hommes jetaient des cris de joie ; toutes les femmes pleuraient de tendresse », écrit dans ses Mémoires le futur cardinal de Retz, témoin de cette scène. Les succès de l’armée royale et la paix de Rueil mettent fin à cette première Fronde.
L’agitation reprend avec la Fronde des princes, déclenchée le 18 janvier 1650, par l’arrestation du prince de Condé, du prince de Conti et du duc de Longueville. Le duc de Bouillon est en province ; restée à Paris, dans son hôtel rue Vieille du Temple, Éléonore de Bergh est arrêtée. Elle réussit à s’échapper une première fois, jouant de ses geôliers, mais est reprise et emprisonnée à la Bastille. Finalement, en 1651, Anne de Gonzague, qui sert de liaison entre les Princes et la Cour, réussit à réconcilier les Bouillon et la royauté.
Son mari meurt peu de temps après, en août 1652. Éléonore se retire dès lors de la vie politique pour se consacrer à ses enfants. Elle meurt en 1657, cinq ans après son mari.

« Cette dame a été illustre par l'amour qu'elle a eu pour son mari, par celui que son mari a eu pour elle, par sa beauté, et par la part que la fortune lui a donnée aux événements de la cour. »

— Françoise de Motteville
Elle est inhumée à l’abbaye de Cluny avec son époux, jusqu’à ce qu’un jugement du Parlement de Paris, en 1710, condamne leur descendant le cardinal Emmanuel-Théodose de La Tour d'Auvergne pour félonie : son sarcophage est retiré et les travaux sur leur tombeau commun sont interrompus.